# Якшин, Алексей Иванович
Алексей Иванович Якшин (1907—1969) — советский инженер-радиотехник.

## Биография
Родился в с. Петровское (сейчас — Ногинский район, Московская область).
Окончил МЭИ (1933).
С 1930 до декабря 1938 и с 1944 по 1949 работал во Всесоюзном Электротехническом Институте имени В. И. Ленина (ВЭИ).
В 1939—1944 годах инженер НИИ-10 (будущий «Альтаир»). Затем работал в ЦНИИ-173 (ЦНИИАГ), с 1950-х гг. — в КБ общего машиностроения. Разработчик систем ЭГСП (Электрогидравлических следящих приводов) «Пирамида-А» и «Конус», для дистанционного управления исполнительными механизмами стартовых комплексов, предназначенных для запуска межконтинентальных ракет-носителей типа «Восток», «Восход», «Союз», с помощью которых затем были впервые в мире выведены на околоземные орбиты искусственные спутники земли и пилотируемые космические корабли.
Кандидат технических наук (1941).

## Признание
- Сталинская премия II степени (14 марта 1941) — за разработку конструкции силовых синхронно-следящих передач
- Сталинская премия II степени (1951) — за работу в области приборостроения (создание артиллерийских установок СМ-2-1 с системой Д-2 и СМ-5-1 с системой Д-5с)